# Burai István
Burai István (Debrecen, 1951. április 13. – Divény, 2017. május 13.) magyar festő- és grafikusművész.

## Életpályája
1966–1970 között építőipari technikumot végzett; képzőművészeti ismereteit magánúton és szabadiskolákban szerezte meg. 1969–1985 között tagja volt a Medgyessy Ferenc Képzőművészeti Körnek és Stúdiónak, ahol Félegyházi László és Bíró Lajos volt a mestere. 1988-tól a Magyar Alkotóművészek Országos Egyesülete grafikus szakosztályának tagja volt. 1990–1993; 2019-2017 között a Hajdúböszörményi Hajdúsági Nemzetközi Művésztelep vezetője és kuratóriumi tagja volt. 1993-ig élethivatásként dolgozó volt. 1998-ban a Magyar Képző-és Iparművészek Szövetsége festőszakosztályába nyert felvételt. 2000-ben a Grafikusművészek Ajtósi Dürer Egyesület alapító tagja, alelnöke. 2001–2008 között a Hortobágyi Nemzetközi Művésztelep vezetője volt. 2001–2010 között a MAOE Országos Választmányának tagja, ahol a debreceni és Hajdú-Bihar megyei művészek képviseletét látta el. 2002-ben a Magyar Festők Társaságának tagja lett. 2004-től a kARTc irodalmi és művészeti egyesület tiszteletbeli tagja. 2006-ban részt vett a Debreceni Művésztelep koncepciója kialakításában. Közel nyolcvan egyéni, százötven csoportos kiállításon vett részt itthon, illetve külföldön. Ötven művésztelepi helyszínen száznegyvenhét alkalommal vett részt alkotótáborokban (Ausztria, Csehország, Finnország, Franciaország, Horvátország, India, Japán, Kína, Lengyelország, NDK, Románia, Spanyolország, Svájc, Szlovákia, Ukrajna)
Közös kiadványokat jegyez debreceni költők és írók munkáival (Arany Lajos, Bényei József, Dusa Lajos, Erdei Sándor, Kerékgyártó Kálmán, Keresztúri Mária, Rózsa Dezső, Szalai Csaba, Vitéz Ferenc), GADE Képzőművészeti albumok. Kerámiákat Lévai Gábor debreceni fazekas mesterrel. Munkái közintézményekben, közgyűjteményekben és magángyűjteményekben is megtalálhatóak.

## Kiállításai.
| - 1970. Debrecen, Fiatal Házasok Otthona - 1973. Debrecen, Petőfi Emlékkönyvtár - 1985. Debrecen, Csapókerti Művelődési Ház - 1989. Debrecen, Elán Galéria - 1989. Hajdúböszörmény, Művelődési Ház - 1990. Derecske, Művelődési Ház - 1990. Püspökladány, Múzeum - 1991. Hajdúszoboszló, Szép Ernő Középiskolai Kollégium - 1992. Debrecen, Simonyi Galéria - 1993. Debrecen, Csokonai Színház - 1993. Debrecen, DOTE Galéria - 1993. Debrecen, Csapókerti Művelődési Ház - 1993. Karcag, Művelődési Ház - 1993. Derecske, Művelődési Központ - 1994. Debrecen, DATE Galéria - 1995. Tenerife, La Laguna Egyetemi Könyvtár - 1995. Bécs, „Mária Klinik” Galéria - 1995. Salzburg, Taxam Galéria, Ausztria - 1995. St. Anton, Manzard Galéria, Ausztria - 1996. Debrecen, József Attila Művelődési Ház - 1996. Sorans, L’Aurore Galéria, Svájc - 1996. Debreceni Hajdú Táncegyüttes székháza - 1997. Debrecen, Grand Hotel Aranybika - 1998. Debrecen, Medgyessy Terem - 1998. Innsbruck, Magyar Kollégium, Ausztria - 1999. Ráckeve, Keve Galéria - 1999. Szigetszentmiklós, Művelődési Ház - 1999. Derecske, Művelődési Központ - 1999. Debrecen, Mű-Terem Galéria - 2000. Szombathely, Kávézó Galéria - 2000. Budapest, Hotel Aquincum - 2000. Budapest, Art Expo - 2001. Debrecen, Medgyessy Ferenc Emlékmúzeum - 2001. Debrecen, Csapókerti Közösségi Ház - 2001. Budapest, Derkovits Terem - 2001. Debrecen, TITÁSZ RT. Központ - 2001. Debrecen, Simonffy utcai galéria - 2002. Nagybánya, (Románia) Teleki Magyar Ház - 2003. Szeged, Gulácsy Terem - 2003. Debrecen, Kortárs Galéria - 2003. Debrecen, Zöld Fény Galéria - 2004. Létavértes, Zsáka, Művelődési Ház - 2004. Szentendre, Régi Művésztelep Galéria - 2004. Debrecen, Volksbank - 2005. Miskolc-Diósgyőr, Művelődési Központ - 2006. Debrecen, Belvárosi Közösségi Ház - 2006. Debrecen, Csapókerti Közösségi Ház - 2007. Debrecen, Csokonai Színház - 2007. Abádszalók, Művelődési Ház - 2008. Siófok, Kálmán Imre Múzeum - 2008. Kassa - 2008. Kolozsvár, Reményik Sándor Galéria - 2008. Eperjes - 2008. Budapest, UNIO Galéria - 2009. Csepel, Hricsovínyi Galéria - 2009. Nádudvar, Ady Endre Művelődési Központ - 2009. Debrecen, Lugas Söröző Galéria - 2009. Tapintható képek, Debrecen, Nyíregyháza, Hajdúhadház, Hajdúböszörmény, Hajdúnánás, Hajdúdorog – könyvtárak - 2011. Debrecen DOTE Galéria - 2011. Debrecen, DMK Mű-Terem Galéria - 2012. Debrecen, Egri Borozó Borbarát Galéria - 2014. Debrecen, Sesztina Galéria - 2014. Debrecen, Csokonai Vitéz Mihály Gimnázium - 2014. Debrecen, VOKE Egyetértés Művelődési Központja - 2015. Debrecen, Egri Borozó Borbarát Galéria - 2016. Hajdúszoboszló, Kovács Máté Művelődési Központ - 2016. Debrecen, Csokonai-gimnázium - 2016. Szentpéterszeg, Faluház - 2017. Debrecen, Kölcsey Központ - 2017. Hajdúböszörmény Maghy Zoltán Művészház - 2017. Miskolc, Miskolci Galéria - 2018. Hajdúnánás, Kéky Lajos Művelődési Központ - 2018. Debrecen, Egri Borozó Borbarát Galéria - 2018. Debrecen, Debreceni Hajdú Táncegyüttes székháza - 2019. Debrecen, Debreceni Művelődési Központ Újkerti Közösségi Ház Előtéri Galéria - 2019. Debrecen, VOKE Egyetértés Művelődési Központja - 2019. Debrecen, DOTE Galéria - 2019. Debrecen, Both-Dega Imbisz Étterem - 2021. Debrecen, Kölcsey Központ - 2021. Debrecen, DAB Székház - 2021. Debrecen, MODEM - 2022. Nagykereki, Bocskai Várkastély | - 1973, 1974, 1995. Békéscsaba, Nyári Tárlat - 1982. Potsdam, Városi Galéria –Németország - 1984-től rendszeresen: Debrecen, Őszi Tárlat - 1985. Lublin, Művészetek Háza – Lengyelország - 1989-től rendszeresen: Debrecen, Tavaszi Tárlat - 1990. Padova, katolikus templom - 1992. Kaposvár, Groteszk Grafikai Biennálé - 1992, 1993. Tokió, Toyama és más városok: vándorkiállítások – Japán - 1994. New Brunswick – USA - 1994, 1997. Hódmezővásárhely, Őszi Tárlat - 1995. Bécs, Salzburg – Ausztria - 1996. Svájc, Sorans - 1996. 1998, 2000, 2005. Przemysl – az Ezüst Négyszög Pályázat válogatott anyaga – Lengyelország - 1998. Innsbruck – Ausztria - 1998 „Zene szemeinknek” – a MATÁV képzőművészeti pályázatának válogatott anyaga ‑vándorkiállítás – Pécs, Győr, Miskolc, Debrecen, Budapest - 1999. Debrecen, Mű-Terem Galéria - 1999 Gent – Belgium Tel-Aviv – Izrael - 2000. New York – USA - 2001. Debrecen, Mű-Terem Galéria - 2001. Toyama – Japán - 2002. Békéscsaba, XIII. Országos Tervező Grafikai Biennálé - 2002. Kaposvári Groteszk Grafikai Biennálé - 2002. Debrecen, XVII. Országos Nyári Tárlat - 2002, 2004. Hódmezővásárhely, Őszi Tárlat - 2003. Békéscsaba, Alföldi Tárlat - 2003. Szigetszentmiklós, Patak Galéria - 2003. Przemysl, Ezüst Négyszög Festészeti Triennálé – Lengyelország - 2003. Kaposvár - 2003. Budapest, Petőfi Irodalmi Múzeum - 2003. Kortárs Grafika, 5. Országos Biennálé - 2003. Reflexiók – a Szövetség Festő Szakosztályának kiállítása - 2003. Kecskeméti Képtár - 2004. Debrecen, Tavaszi Tárlat - 2004. Szeged, Nyári Tárlat - 2004. Debrecen, Nyári Tárlat, Őszi Tárlat - 2005. Mexikó – a Hajdúsági Nemzetközi Művésztelep kiállítása kilenc városban - 2005. Toyama, Debreceni Művészek kiállítása - 2006. Debreceni Nyári, Tavaszi, Őszi Tárlat - 2007. Senjang, Négy Nemzet Kiállítása – Kína - 2007. Debrecen, Medgyessy F. Emlékmúzeum - 2008. Debreceni Tavaszi Tárlat - 2008. GADE csoportos kiállítások - Álmosd, Modern Galéria - Debrecen, Déri Múzeum - Debrecen, Alföldi Nyomda - Debrecen, Grand Hotel Aranybika - Debrecen, Polgármesteri Hivatal - Debrecen, E-ON-székház - Debrecen, Holding Rt. - Debrecen, Cívis Hotels Rt. - Debrecen, Lycium Hotel - Debrecen, Hotel Kálvin - Debrecen, Csokonai Vitéz Mihály Gimnázium - Debrecen, Szent József Kollégium - Debrecen, Csokonai Színház - Debrecen - Nagymacs Művelődési Ház - Debreceni Református Kollégium - Dudince, Polgármesteri Hivatal – Szlovákia - Hódmezővásárhely, Tornyai János Múzeum - Hajdúböszörmény, Bocskai Múzeum, - Hajdúböszörmény Polgármesteri Hivatal - Hajdúhadház, Földi János Általános Iskola - Hajdúhadház, Városi Galéria - Hortobágy, Községi Galéria - Gyergyószárhegy, Lázár Kastély - Krosno, Művelődési Intézet – Lengyelország - Nasik, Fundamenta Alapítvány – India - Szigetszentmiklós, Patak Galéria - Toyama, Prefektúra – Japán - Új-Delhi Magyar Kulturális Intézet – India |

## Díjak
- 1972.	Kazincbarcika, Országos Amatőr Pályázat – egyéni díj
- 1978.	Salgótarján, Országos Amatőr Pályázat – egyéni díj
- 1988.	Debrecen – művészeti ösztöndíj
- 1991.	Debrecen, Őszi Tárlat – nívódíj
- 1992.	Hajdúsági Nemzetközi Művésztelep – nívódíj; Debrecen – művészeti ösztöndíj
- 1994. Debrecen – művészeti ösztöndíj; Debrecen, Tavaszi Tárlat – egyéni díj
- 1996. Debrecen, Őszi Tárlat – nívódíj
- 1997. Debrecen Kultúrájáért Alapítvány díja
- 1998. „Városom Debrecen” pályázat I. díj
- 1998. Lengyelország, Przemysl ’98., Ezüst Négyszög-pályázat – régiódíj
- 1999. Hajdúböszörmény – nívódíj
- 2000. Tavaszi Tárlat, Debrecen – nívódíj
- 2004. Hortobágyi Nemzetközi Művésztelep – Boromisza Tibor-emlékérem
- 2006. Debrecen város Csokonai-díja
- 2007. Kiskunfélegyháza – Holló László-díj
- 2009. Tavaszi Tárlat – Debrecen város nívódíja
- 2010. Csenger város – emlékérem
- 2012. Debrecen, Tavaszi Tárlat – Főnix Díj
- 2012. Lengyelország, Przemysl, Ezüst Négyszög – a Városi Galéria díja
- 2012. Hajdúböszörmény – Káplár Miklós-emlékérem
- 2013. Debrecen, Tavaszi Tárlat – Debrecen város díja
- 2014. Debrecen, Őszi Tárlat – Debrecen város díja
- 2015. Lengyelország, Przemysl, Ezüst Négyszög – BWA Galéria díja, Kielce
- 2016. Magyar Arany Érdemkereszt kitüntetés
- 2017. Tavaszi Tárlat, Debrecen – Blondex-díj